# Graça comum
Graça comum é um conceito teológico do protestantismo, primariamente em círculos reformados, que se refere à graça de Deus que é comum a toda a humanidade. 
O conceito de graça e expiação universais era comum entre teólogos reformados antes do pensamento de Teodoro Beza (graça particular) se tornar hegemônico entre calvinistas. A doutrina se manteve central para o amiraldismo. Mais tarde, teólogos armianianos trabalharam com o conceito de graça preveniente e o movimento neo-calvinista holandês do século XIX, liderados por Abraham Kuyper e Herman Bavinck, resgatou a centralidade dessa doutrina.
Ela é comum porque seus benefícios se estendem a todos os seres humanos sem distinção. Ela é graça porque é concedida por Deus em Sua soberania. Neste sentido, a graça comum distingue-se da concepção calvinista de graça especial ou graça salvadora, que se estende somente aos escolhidos por Deus para a redenção.